# Vigezzite
La vigezzite è un minerale appartenente al gruppo dell'aeschynite. È costituito da ossidi multipli contenenti niobio, tantalio, titanio. Simbolo: Vgz. Sinonimo: Viggesite. In tedesco: Vigezzit. In spagnolo: Vigezzita.  Di colore giallo-arancio, trasparente, si presenta in cristalli prismatici euedrici.  Appartiene al sistema cristallino ortorombico (classe dipiramidale). La densità (calcolata) è pari a 5.54; ha il grado 4.5-5 nella scala della durezza di Mohs. Il nome trae origine dalla località in cui fu scoperto, la Val Vigezzo (Alpe Rosso, Orcesco, Druogno), provincia Verbano-Cusio-Ossola, Piemonte, Italia.